# Gollarahalli, Nagamangala
Gollarahalli là một làng thuộc tehsil Nagamangala, huyện Mandya, bang Karnataka, Ấn Độ.